# Bonsoir !
Bonsoir ! est une émission de télévision française de décryptage de l'actualité et de divertissement présentée par Isabelle Ithurburu et diffusée le samedi à 19 h 40 sur Canal+ en clair pendant un an.

## Concept
Alors que l'émission Le Tube présentée par Isabelle Ithurburu et diffusée en clair chaque samedi à 12 h 45 est arrêtée en 2018, la journaliste prend la tête d'une nouvelle émission, intitulée Bonsoir !, diffusée en clair chaque samedi à 19 h 40 après le nouveau magazine sportif présenté par Marie Portolano, le Canal Sports Club.
Entourée des journalistes Raphaëlle Baillot et Frédéric Pommier et de l'humoriste Julien Cazarre, Isabelle Ithurburu reçoit chaque semaine des invités. L'émission propose également des reportages et des enquêtes sur les médias, la société, la musique ou le cinéma.

## Équipe
- Isabelle Ithurburu (animatrice)
- Raphaëlle Baillot
- Frédéric Pommier
- Julien Cazarre

De mars à juin 2019, Ariane Massenet remplace Raphaëlle Baillot, partie en congé maternité.

## Invités
| N°                   | Date              | Invités                                    |
| -------------------- | ----------------- | ------------------------------------------ |
| 1                    | 20 octobre 2018   | Guillaume Canet et Leïla Bekhti            |
| 2                    | 27 octobre 2018   | Jane Birkin                                |
| 3                    | 3 novembre 2018   | Ahmed Sylla                                |
| 4                    | 10 novembre 2018  | Jean-Paul Gaultier                         |
| 5                    | 17 novembre 2018  | Léa Salamé                                 |
| 6                    | 24 novembre 2018  | Jean-Paul Rouve                            |
| 7                    | 1er décembre 2018 | Muriel Robin                               |
| 8                    | 8 décembre 2018   | Jérôme Commandeur                          |
| 9                    | 15 décembre 2018  | Michel Drucker                             |
| 10                   | 12 janvier 2019   | Jean-Pierre Pernaut                        |
| 11                   | 19 janvier 2019   | Omar Sy                                    |
| 12                   | 26 janvier 2019   | Vincent Dedienne                           |
| 13                   | 2 février 2019    | Kad Merad                                  |
| 14                   | 9 février 2019    | Michèle Bernier                            |
| 15                   | 16 février 2019   | Monsieur Poulpe                            |
| 16                   | 23 février 2019   | Marc-Olivier Fogiel                        |
| 17                   | 2 mars 2019       | Audrey Lamy                                |
| 18                   | 9 mars 2019       | Camille Cottin                             |
| 19                   | 16 mars 2019      | Jonathan Cohen                             |
| 20                   | 23 mars 2019      | Artus                                      |
| 21                   | 30 mars 2019      | José Garcia                                |
| 22                   | 6 avril 2019      | Franck Dubosc                              |
| 23                   | 20 avril 2019     | Édouard Baer                               |
| 24                   | 27 avril 2019     | Thierry Marx                               |
| 25 (Spéciale climat) | 4 mai 2019        | Sara Forestier, Cyril Dion et Abd Al Malik |
| 26                   | 11 mai 2019       | Benoît Poelvoorde                          |
| 27                   | 1er juin 2019     | Antoine de Caunes                          |
| 28                   | 22 juin 2019      | Tony Parker                                |

## Audiences
| Chaîne | Date de diffusion        | Invité(s)                                  | Audience moyenne          | Audience moyenne | Références |
| Chaîne | Date de diffusion        | Invité(s)                                  | Nombre de téléspectateurs | PDM              | Références |
| ------ | ------------------------ | ------------------------------------------ | ------------------------- | ---------------- | ---------- |
| Canal+ | Samedi 20 octobre 2018   | Guillaume Canet et Leïla Bekhti            | 176 000                   | 1,0 %            | [ 3 ]      |
| Canal+ | Samedi 27 octobre 2018   | Jane Birkin                                | 114 000                   | 0,6 %            | [ 4 ]      |
| Canal+ | Samedi 3 novembre 2018   | Ahmed Sylla                                | 139 000                   | 0,7 %            | [ 5 ]      |
| Canal+ | Samedi 10 novembre 2018  | Jean-Paul Gaultier                         | 128 000                   | 0,7 %            | [ 6 ]      |
| Canal+ | Samedi 17 novembre 2018  | Léa Salamé                                 | 111 000                   | 0,5 %            | [ 7 ]      |
| Canal+ | Samedi 24 novembre 2018  | Jean-Paul Rouve                            | 90 000                    | 0,4 %            | [ 8 ]      |
| Canal+ | Samedi 1er décembre 2018 | Muriel Robin                               | 68 000                    | 0,3 %            | [ 9 ]      |
| Canal+ | Samedi 8 décembre 2018   | Jérôme Commandeur                          | 71 000                    | 0,3 %            | [ 10 ]     |
| Canal+ | Samedi 15 décembre 2018  | Michel Drucker                             | 103 000                   | 0,5 %            | [ 11 ]     |
| Canal+ | Samedi 12 janvier 2019   | Jean-Pierre Pernaut                        | 126 000                   | 0,6 %            | [ 12 ]     |
| Canal+ | Samedi 19 janvier 2019   | Omar Sy                                    | 146 000                   | 0,7 %            | [ 13 ]     |
| Canal+ | Samedi 26 janvier 2019   | Vincent Dedienne                           | 93 000                    | 0,5 %            | [ 14 ]     |
| Canal+ | Samedi 2 février 2019    | Kad Merad                                  | 156 000                   | 0,8 %            | [ 15 ]     |
| Canal+ | Samedi 9 février 2019    | Michèle Bernier                            | 92 000                    | 0,5 %            | [ 16 ]     |
| Canal+ | Samedi 16 février 2019   | Monsieur Poulpe                            | 111 000                   | 0,6 %            | [ 17 ]     |
| Canal+ | Samedi 23 février 2019   | Marc-Olivier Fogiel                        | 136 000                   | 0,7 %            | [ 18 ]     |
| Canal+ | Samedi 2 mars 2019       | Audrey Lamy                                | 114 000                   | 0,6 %            | [ 19 ]     |
| Canal+ | Samedi 9 mars 2019       | Camille Cottin                             | 134 000                   | 0,7 %            | [ 20 ]     |
| Canal+ | Samedi 16 mars 2019      | Jonathan Cohen                             | 85 000                    | 0,5 %            | [ 21 ]     |
| Canal+ | Samedi 23 mars 2019      | Artus                                      | 114 000                   | 0,6 %            | [ 22 ]     |
| Canal+ | Samedi 30 mars 2019      | José Garcia                                | 118 000                   | 0,7 %            | [ 23 ]     |
| Canal+ | Samedi 6 avril 2019      | Franck Dubosc                              | 90 000                    | 0,5 %            | [ 24 ]     |
| Canal+ | Samedi 20 avril 2019     | Édouard Baer                               | 105 000                   | 0,7 %            | [ 25 ]     |
| Canal+ | Samedi 27 avril 2019     | Thierry Marx                               | 110 000                   | 0,6 %            | [ 26 ]     |
| Canal+ | Samedi 4 mai 2019        | Sara Forestier, Cyril Dion et Abd Al Malik | 110 000                   | 0,6 %            | [ 27 ]     |
| Canal+ | Samedi 11 mai 2019       | Benoît Poelvoorde                          | 142 000                   | 0,8 %            | [ 28 ]     |
| Canal+ | Samedi 1er juin 2019     | Antoine de Caunes                          | 67 000                    | 0,5 %            | [ 29 ]     |
| Canal+ | Samedi 22 juin 2019      | Tony Parker                                | 75 000                    | 0,6 %            |            |

Légende :
- Les plus hauts chiffres d'audience
- Les plus bas chiffres d'audience